# Feindlich-negative Person
Der Ausdruck feindlich-negative Person bezeichnete im internen Sprachgebrauch des Ministeriums für Staatssicherheit der DDR einen Menschen, der als politischer Gegner des DDR-Systems oder generell des Sozialismus eingestuft war. Der Begriff Feindlich-negative Kräfte wurde allgemeiner als Sammelbegriff und auch in Bezug auf Gruppen von Oppositionellen gebraucht, etwa für kirchlich organisierte Oppositionelle.

## Der Andersdenkende als „Feind“
Um vom MfS eine Einstufung als Feind zu erhalten und in dessen Visier zu geraten, konnte es bereits ausreichen, sich als normaler DDR-Bürger mehrfach kritisch im privaten Kreis geäußert zu haben und dass dies von einem Spitzel des MfS (Inoffizieller Mitarbeiter) berichtet wurde. In diesem Sinn wurde auch von einer „feindlich-negativen Einstellung“ bzw. „Haltung“ der Zielperson gesprochen. Regelmäßig wurden so Personen bezeichnet, die in der Öffentlichkeit wiederholt kritisch oder negativ über das politische System der DDR, seine Institutionen oder Repräsentanten gesprochen hatten. Dazu gehörten etwa Dissidenten, kritische Intellektuelle und Künstler wie Rudolf Bahro, Robert Havemann, Jürgen Fuchs und Wolf Biermann sowie generell Mitglieder der verschiedenen politischen und kirchlichen Widerstandsgruppen in der DDR.
Die MfS-Definition von „Feind“ war ausdrücklich politisch geprägt:

„Personen, die in Gruppen oder individuell dem Sozialismus wesensfremde politisch-ideologische Haltungen und Anschauungen absichtsvoll entwickeln und in ihrem praktischen Verhalten durch gezieltes Hervorrufen von Ereignissen oder Bedingungen, die die sozialistische Staats- und Gesellschaftsordnung generell oder in einzelnen Seiten gefährden oder schädigen, eine Verwirklichung dieser Haltungen und Anschauungen anstreben.“

Das „Schaffen von Bedingungen, die die sozialistische Gesellschaftsordnung gefährden“ im obigen Sinne bedeutete in der Praxis meist konkret, dass die als „Feind“ eingestufte Person wiederholt und öffentlich Kritik an bestimmten Aspekten des DDR-Systems oder seinen Funktionsträgern geäußert hatte. Auch das wiederholte Eintreten für Meinungsfreiheit oder Reisefreiheit konnte bereits als feindliche Handlung betrachtet werden, ebenso wie das Stellen eines Ausreiseantrags.
Es gab jedoch eine gewisse Schwelle, unterhalb der kritische Äußerungen vom MfS als tolerabel bzw. nicht feindlich oder verfolgungswürdig angesehen wurden. Zum Beispiel waren Unmutsäußerungen über die schlechte Versorgungslage mit Konsumgütern durchaus häufig. Das MfS wurde in der Regel erst dann aufmerksam oder aktiv, wenn eine Person trotz erster Warnungen beständig und öffentlich ihre Kritik äußerte. Jegliche Form der (nicht systemkonformen) erkennbaren kritischen politischen Aktivität führte die betreffende Person jedoch in der Regel ins Visier des MfS, besonders wenn dies mit einem gewissen Organisationsgrad einherging. Dazu gehörten zum Beispiel regelmäßige, politisch motivierte Zusammentreffen im kirchlichen Umfeld, die vom MfS in der Regel äußerst kritisch betrachtet wurden.

## Der Hass auf den Feind
Das MfS legte besonderen Wert darauf, dass seine Mitarbeiter „tiefen Hass“ auf den Feind entwickelten, und dementsprechend ihr „tschekistisches Feindbild“ (angelehnt an die erste sowjetrussische Geheimpolizei Tscheka) pflegten, entwickelten und mit starken negativen Emotionen verknüpften:

„Als immanenter Bestandteil der Ideologie und des moralischen Wertesystems gehört das wissenschaftlich begründete, reale und aktuelle Feindbild zu den wesentlich charakteristischen Merkmalen der tschekistischen Persönlichkeit. (…) Konkrete und gesicherte Erkenntnisse über den Feind und die auf ihnen beruhenden tiefen Gefühle des Hasses, des Abscheus, der Abneigung und Unerbittlichkeit gegenüber dem Feind sind außerordentlich bedeutsame Voraussetzungen für den erfolgreichen Kampf gegen den Feind.“

## „Unerbittliche“ Bekämpfung des Feinds
Entsprechend seinem Selbstverständnis als Schwert und Schild der Partei bekämpfte das MfS solche Gegner – wenn ihre „feindliche“ Einstellung bzw. ihre regimekritischen Aktivitäten eine bestimmte Schwelle überschritten – mit einer Reihe von offenen und verdeckten Maßnahmen im Rahmen operativer Vorgänge. Dazu zählten das Organisieren beruflicher Misserfolge, üble Nachrede, die Zerstörung von privaten Beziehungen durch organisierte Intrigen, und die psychische Zerstörung der Zielperson bis hin zur Inhaftierung. Diese Maßnahmen gegen den Feind, die gemäß dem oben angeführten Feindbild „unerbittlich“ durchzuführen waren, wurden beim MfS unter dem Sammelbegriff Zersetzung geführt. Deren theoretische Grundlage war die Operative Psychologie, die ein eigenes Studienfach an der ministeriumseigenen Hochschule war.